# Ramalina usnea
Ramalina usnea är en lavart som först beskrevs av L., och fick sitt nu gällande namn av R. Howe. Ramalina usnea ingår i släktet Ramalina och familjen Ramalinaceae.   Inga underarter finns listade i Catalogue of Life.